# Evangelische Kirche (Bergheim)

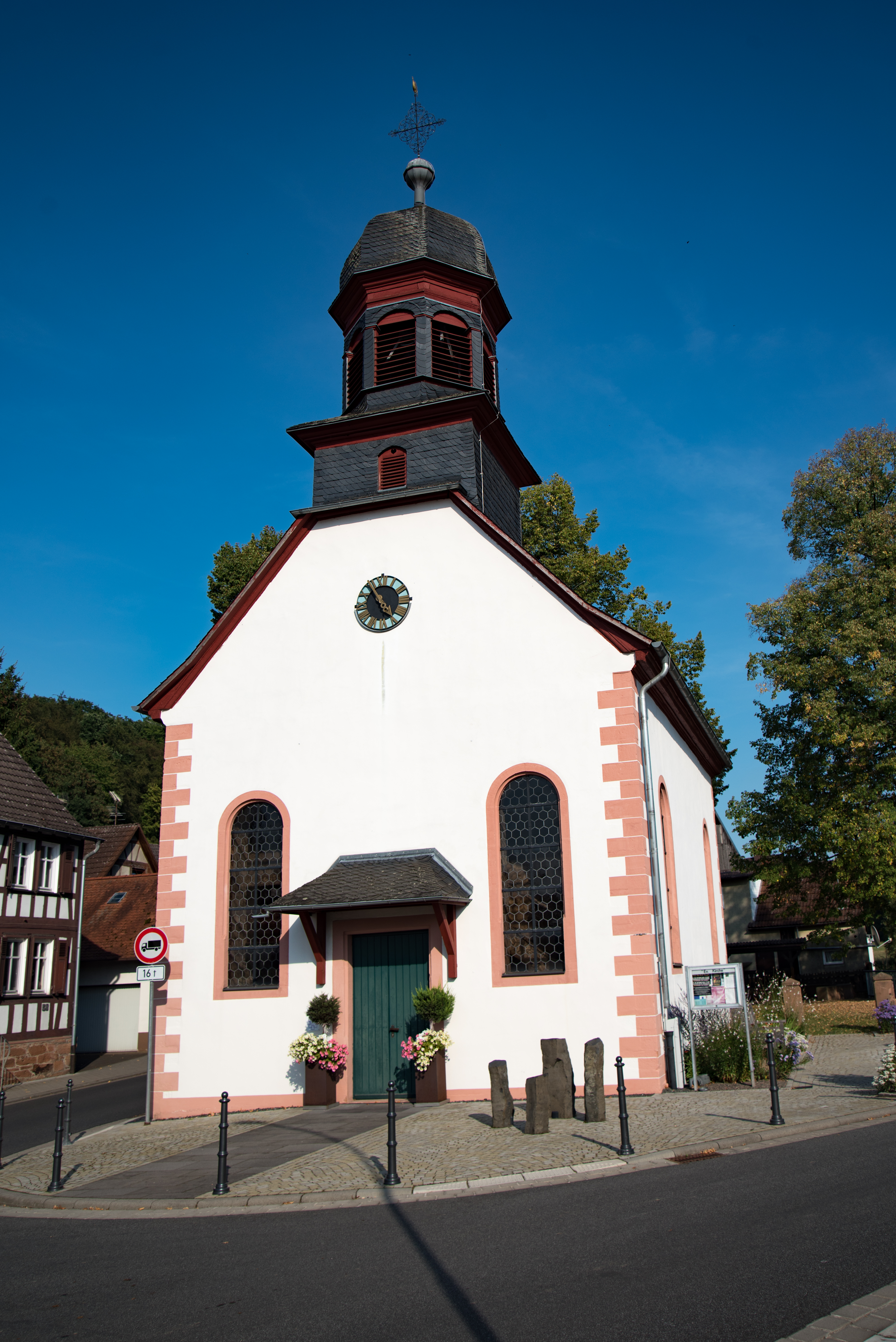
Evangelische Kirche (Bergheim)

Die Evangelische Kirche Bergheim ist ein denkmalgeschütztes Kirchengebäude, das in Bergheim steht, einem Ortsteil der Stadt Ortenberg im Wetteraukreis (Hessen). Die Kirchengemeinde gehört zum Dekanat Büdinger Land in der Propstei Oberhessen der Evangelischen Kirche in Hessen und Nassau.

## Beschreibung
Die einfache Saalkirche wurde 1723–1725 unter Graf Johann Reinhard III. von Hanau erbaut. Das Kirchenschiff hat im Osten einen dreiseitigen Schluss. An der Stirnseite im Westen, wo sich das Portal befindet, hat das Satteldach einen Krüppelwalm. Dort erhebt sich der schiefergedeckte, quadratische Dachreiter, der die Schlagglocke der Turmuhr beherbergt. Darauf sitzt ein achteckiges Geschoss mit Klangarkaden, hinter denen sich der Glockenstuhl befindet, in dem drei Kirchenglocken hängen. Bedeckt ist der Dachreiter mit einer glockenförmigen Haube, auf der eine Turmkugel mit einem filigranen Kreuz sitzt. 
Die Kirchenausstattung stammt überwiegend aus der Bauzeit. Die heutige Orgel mit zehn Registern, zwei Manualen und Pedal wurde 1924 von der Förster & Nicolaus Orgelbau hinter dem Prospekt der 1812 von Philipp Heinrich Bürgy errichteten Orgel gebaut.